# Football Club Vittoria
L'A.S.D. Football Club Vittoria, meglio conosciuto come Vittoria, è una società calcistica italiana, con sede nella città di Vittoria, in provincia di Ragusa. Milita in Eccellenza, nel girone B, dopo aver vinto nella stagione 2023-24 il campionato di Promozione, nel girone D, da imbattuta, con presidente Toti Miccoli e allenatore Danilo Rufini. 
Il sodalizio esistente ha ereditato, nel 2017, la tradizione sportiva dello storico Circolo Sportivo Vittoria, fondato nel 1944 e più volte rifondato nel corso della sua storia; prima società cittadina ad iniziare la sua avventura agonistica nei quadri calcistici federali nazionali. I colori sociali sono il bianco ed il rosso.
I momenti di maggior successo raggiunti dalla compagine vittoriese possono essere inquadrati in due determinati periodi storici: il primo compreso tra la seconda metà degli anni settanta fino ai primi anni ottanta, il secondo dalla conclusione degli anni novanta a tutta la prima metà dei duemila, con quattro partecipazioni alla Serie C2 ed una, nel 2004-05, alla C1, rispettivamente quarta e terza serie del professionismo italiano.

## Storia

### Le origini
Il calcio a Vittoria è arrivato, secondo alcune fonti, alla fine degli anni venti, quando il figlio di un esiliato politico palermitano, Mondino, costituì una prima formazione di calcio cittadina composta da giovani locali; era l'anno 1929.
I primissimi anni dall'introduzione del calcio in città e il decennio seguente, che si spingerà sino a quasi l'inizio della seconda guerra mondiale, vedranno le prime rappresentative vittoriesi iniziare la loro attività agonistica esclusivamente in partite e tornei amichevoli o a carattere locale, misurando la loro forza contro formazioni di paesi della zona.
La prima amichevole della squadra vittoriese fu giocata nel 1929 (intorno al 4 luglio) contro la già collaudata Hispica della cittadina di Spaccaforno, già esistente dal 1924, e si disputò su di un campo arrangiato nei pressi della strada Vittoria-Gela, ma nonostante lo sfavorevole risultato di 0-3 per i locali, il pubblico di casa rimase appassionato per il nuovo spettacolo.
Nel 1932, in piena era fascista e col favore del regime, il nuovo sport andava sempre più diffondendosi anche in Provincia e già da questa data venne organizzato il primo campionato tra i giovani Balilla (ragazzi tra i 14 e i 18 anni) dei paesi della Provincia quali Santa Croce Camerina, Comiso, Vittoria, Ragusa, Scicli, Modica, Spaccaforno (l'odierna Ispica), Pozzallo. Da questa esperienza ne trassero beneficio le cittadine di Vittoria, Scicli e Ragusa, le quali costituirono tre robuste società calcistiche: La Attila Sallustro Vittoria, che divenne la prima vera società di calcio sorta in città; la Us Ragusa e la Giovinezza Scicli.
La nuova società vittoriese, sorta da due anni, si affiliò nella stagione 1933-34 al Comitato Locale Provinciale, insieme ad una società di Ragusa e una di Ispica, ma vi rinuncerà poco tempo dopo.
Nel 1937 la squadra del Fascio Giovanile di Vittoria partecipa al campionato dei Fasci Giovanili di Combattimento (F.G.C.) organizzato dalla Sezione Propaganda del Direttorio FIGC di Ragusa, insieme alle squadre dei Fasci delle città di Ispica, Pozzallo, Ragusa, Scicli e Santa Croce Camerina; secondo il regolamento vigente, ogni squadra doveva essere composta da giovani atleti con una età non superiore ai 22 anni. Il Fascio di Vittoria giocò le gare casalinghe del campionato sul proprio terreno di gioco denominato "Mendolilli", il 18 aprile affrontò il Fascio di Scicli battendolo.
L'ultimo impegno agonistico per la formazione vittoriese, prima della sospensione per lo scoppio della seconda guerra mondiale, è datato al 1939, anno in cui partecipa al campionato provinciale della Sezione Propaganda contro le formazioni delle città di Pozzallo, Ragusa, Ispica, Ragusa Ibla e Modica, che vide imporsi la squadra di Ispica sulle altre.

### Il dopoguerra e la nascita del Circolo Sportivo Vittoria
Alla fine delle ostilità e dopo lo sbarco alleato dell'estate 1943, con la liberazione della Sicilia dai nazi-fascisti, la Delegazione Provinciale degli Sports di Ragusa organizzò per la stagione 1943-44, un mini Campionato Provinciale a cui parteciparono molte squadre locali come la Fuci Ragusa, l'Iblea Ragusa, l'Aurora Modica, l'Hispica, la Junior Ragusa e il Goliardico Vittoria. L'intento era quello di riprendere l'attività agonistica in Provincia, dopo gli innumerevoli sforzi post bellici che non avevano risparmiato neanche le società calcistiche provinciali preesistenti, ed infine festeggiare la fine della guerra stessa; il torneo sarà vinto dall'Hispica nell'estate del 1944.
Il 1944, inoltre, è stata una data cruciale per Vittoria, perché fu proprio in questo anno che sorse una nuova società calcistica denominata Circolo Sportivo Vittoria e che sarà la prima formazione cittadina ad iniziare, già nel 1946, la sua avventura agonistica nei campionati siciliani regionali dell'epoca. La formazione vittoriese, appena costituita, fece il suo esordio partecipando al campionato provinciale Sezione Propaganda del 1945, e in quel torneo, il 6 maggio, i vittoriesi batterono, tra le proprie mura, il Circolo Sportivo "Libertas" Scicli col punteggio tennistico di 7-2. Tuttavia la vittoria della formazione di casa venne annullata e data a tavolino allo Scicli, dopo che l'allenatore degli ospiti, Giglio, presentò reclamo per delle posizioni irregolari di alcuni giocatori vittoriesi.
Nella stagione 1947-48 il Circolo Sportivo Vittoria, dopo essersi piazzato al primo posto del girone B del campionato di Prima Divisione siciliana e aver vinto il girone finale regionale che valeva la promozione, fu promosso e ammesso a partecipare per la prima volta alla Promozione siciliana Interregionale del 1948-49, ma dopo quell'annata chiusa in malo modo, la società retrocederà addirittura in Seconda Divisione, per mancanza di fondi sufficienti all'iscrizione in Prima Divisione.
Il decennio successivo vide il Vittoria militare in Seconda Divisione, tra il 1949 e il 1951, e poi di nuovo in Prima Divisione siciliana, che manterrà per tre stagioni. Nel 1954 dopo aver vinto il campionato, arrivò finalmente l'accesso alla nuova Promozione, il massimo livello regionale di quel periodo, e ben dieci anni di militanza in questa categoria, tra alti e bassi, con un acuto culminato nel primo posto del 1959: purtroppo per gli ipparini, in quell'annata il Commissario federale Bruno Zauli aveva imposto rigidi criteri economici per far fronte alla crisi sportiva in cui versava la FIGC, ed Artemio Franchi decise che tra i club siciliani l'Igea Virtus giunta seconda dava comunque maggiori garanzie di solidità finanziaria, ed ammise quest'ultima in D. Da lì fecero seguito altre cinque stagioni in Prima Categoria siciliana, che nel frattempo aveva preso il posto della Promozione a partire dal 1959-60.

### Il declino degli anni sessanta
Il periodo più buio nella storia del calcio vittoriese iniziò a partire dal 1963-64, ultimo anno in Prima Categoria della società biancorossa, quando arrivò la retrocessione in Seconda Categoria Sicilia, dopo essersi ritirata prima della fine regolare dell'annata e aver concluso il campionato al quindicesimo posto. I motivi per cui la stagione non venne portata sino in fondo furono addebitati ai soliti problemi economici, che caratterizzeranno tutta la storia delle varie società calcistiche succedutesi in città, dagli inizi e nel corso dei decenni.
Tra il 1964-65 e il 1967-68, seguirà un inesorabile declino, con tre campionati, in quattro stagioni, giocati in Seconda Categoria e culminati nel punto più basso mai raggiunto prima: la Terza Categoria Sicilia nel 1965-66, poi conclusa al secondo posto con la promozione.
Sempre nel 1965, la società effettuò un cambio di denominazione in Libertas Federici, che, dall'anno seguente, già in Seconda Categoria, inizierà il nuovo lento cammino di ripresa verso i decenni successivi, che saranno tra i più floridi della storia.

### Il Club Calcio 1968: la rinascita '70-'80 e la C2
La Libertas Federici, dopo pochi anni, venne subito rifondata nel 1971 con il nome di Club Calcio Vittoria e con colori sociali bianco e rossi. Il Club Calcio fu una società molto più solida delle dirette progenitrici ed ebbe i suoi risultati migliori a cavallo tra la metà degli anni settanta e i primi anni ottanta, quando intraprese una scalata graduale e costante verso il calcio più importante.

Il Club Calcio Vittoria della stagione 1978-1979, all'esordio assoluto tra i professionisti nel torneo di Serie C2.

La formazione biancorossa, dopo sei stagioni disputate nel campionato regionale di Promozione siciliana, inaugurato in Sicilia, con questa denominazione nel 1971; già nel 1973-74 ottenne per la prima volta la promozione in Serie D, e dopo solo quattro anni, con la guida tecnica di Antonio Colomban, raggiunse, addirittura, nel 1977-78 la promozione nella nuova Serie C2, nata proprio nel 1978 dalla scissione della vecchia Serie C in C1 e C2.
Al suo debutto assoluto nel calcio professionistico, nel campionato 1978-79 di C2, il Vittoria, allenato da Giancarlo Magi, ex calciatore dai trascorsi celebri in Serie A con le maglie di Fiorentina e Catania, si classificò 12º, riuscendo a centrare una storica salvezza.
La seconda stagione consecutiva di C2 dell'anno successivo, però, segnerà la fine della brevissima avventura tra i professionisti, infatti, nonostante la società biancorossa fece gli stessi punti di Barletta, Messina e Monopoli, retrocesse per differenza reti, ritornando così in Serie D dopo soli due anni. Allenatore in quell'annata fu il palermitano Carmelo Del Noce.
Il ritorno in D durò solo due stagioni; nel 1982 il Club Calcio retrocesse in Promozione, dove militò per sei anni, prima di una nuova promozione nel 1988 nel Campionato Interregionale (la ex Serie D, che nel frattempo aveva mutato nome). Anche nel nuovo campionato la presenza del Vittoria fu una fugace apparizione, poiché il club biancorosso dopo un solo anno tornò in Promozione, dopo aver perso lo spareggio retrocessione contro la Folgore Castelvetrano, dato lo stesso numero di punti ottenuto dalle due squadre alla fine della stagione regolamentare.

### Anni interlocutori '80-'90 e la scomparsa del Club Calcio
Dalla retrocessione in Promozione del 1989, la squadra trascorse altre due stagioni in questa categoria, ma nel 1991-92 la società vittoriese prese parte al nuovo massimo campionato regionale di Eccellenza appena introdotto, dopo una riforma dei campionati dilettantistici operata dalla Lega Nazionale Dilettanti, con declassamento della vecchia Promozione a livello inferiore.
Vinto al primo tentativo il campionato di Eccellenza, il Vittoria è promosso nel 1992 nel Campionato Nazionale Dilettanti, ma già dopo solo un anno, nel 1993 il Club Calcio Vittoria non riesce a proseguire l'avventura tra i dilettanti nazionali, rinunciando all'iscrizione al campionato successivo per mancanza di fondi necessari, nonostante la squadra avesse raggiunto la salvezza.
Nel 1993-94 il Club Calcio è ammesso in Promozione, ma non la concluderà e si ritirerà a stagione in corso; sarà la fine della più importante e duratura società calcistica vittoriese mai esistita sino ai giorni nostri, dopo 26 anni di onorata attività, che ad oggi sono anche il record di longevità per un sodalizio calcistico della città di Vittoria.
Con la scomparsa del Club Calcio, l'altra società vittoriese in attività, il Vittoria Colonna del duo Loggia/Clemenza e militante già in Promozione, diventa la prima squadra della città e cambia denominazione in A.S. Vittoria, lasciando i colori biancoazzurri per quelli biancorossi e venendo poi subito promossa in Eccellenza, dopo essersi piazzata al secondo posto nel girone C.

### Gli anni d'oro: dai successi in Coppa all'approdo in C1
La seconda metà degli anni novanta e l'inizio del nuovo millennio, rappresentano il periodo più glorioso e ricco di successi che il sodalizio biancorosso abbia mai regalato ai suoi numerosi ed appassionati tifosi. Infatti, già nel 1994-95 la squadra vittoriese si classifica al terzo posto nel campionato di Eccellenza.
L'anno seguente, ingaggiato come nuovo tecnico il siracusano Loreno Cassia, la squadra conclude al secondo posto, dopo un avvincente testa a testa durato tutta la stagione, ma solo dopo lo spareggio per il primo posto, perso contro l'US Peloro Messina, a Bagheria.
Sembra essere un anno totalmente negativo, perché il Vittoria è sconfitto pure ai play-off promozione regionali contro il Patti; tuttavia, per gli uomini di Cassia arriva almeno la consolazione della vittoria della prima Coppa Italia Dilettanti di Eccellenza regionale della sua storia.
La scalata dei biancorossi si ha, finalmente, nel 1996-97, sempre con Cassia in panchina, quando si riconquista la Serie D, vincendo il proprio girone e bissando il successo in Coppa Italia regionale dell'anno precedente, vittoria contro l'A.S.D. Mazara Calcio per 1-0 ad Agrigento con gol di Paolo Rametta e centrando l'accoppiata campionato e coppa.
Dopo 6 stagioni di assestamento e consolidamento in D, la stagione 2002-03 sancisce il ritorno dei colori biancorossi vittoriesi nel calcio professionistico, col mister Domenico Giacomarro in panchina. Infatti, dopo aver ridenominato il sodalizio biancorosso in Football Club Vittoria, ricollegandosi con una sorta di linea di continuità temporale al vecchio Club Calcio 1968 e come a voler rivendicare una eredità diretta tra l'una e l'altra società, la squadra allenata da Giacomarro, piazzatasi a fine campionato dietro a Cavese, allenata dall'emergente Mario Somma, Vigor Lamezia e Siracusa, vince contro queste ultime due il triangolare play-off per differenza reti (successo in casa per 2-0 contro i lametini e sconfitta in trasferta contro il Siracusa per 2-1), consentendo così il successivo ripescaggio in Serie C2, categoria che mancava in città dalla stagione 1979-80, ben 23 anni di assenza.
Il ritorno tra i professionisti nel 2003-04 riserva un'ulteriore, sorprendente e allo stesso tempo storica promozione in Serie C1, tanto più perché arrivata in quanto matricola e dopo aver condotto il campionato regolare ai vertici, dopo un inizio incerto e un cambio della guardia in panchina tra Mauro Zampollini e il mister nuovo Nevio Orlandi, proveniente dalle giovanili della Reggina, in quegli anni militante in Serie A.
Per il Vittoria il sogno C1 diventa realtà dopo aver vinto i play-off contro squadre ben allestite e già pronte per il salto di categoria come la Fidelis Andria e il Brindisi.
Superati nelle semifinali i pugliesi con un doppio pareggio (0-0 ad Andria e 1-1 in casa), grazie alla migliore classifica al termine della stagione regolare, in finale è il Brindisi l'ultimo ostacolo tra i biancorossi e la C1.
La prima gara è giocata al Comunale di Vittoria, in uno stadio stracolmo di gente sino a quasi i bordi del terreno di gioco, circa 3500 persone presenti che danno tutto il loro apporto alla squadra, che ricambia il calore della gente con il netto successo per 3-0, grazie ad una stupenda tripletta di un ispiratissimo Gianpiero Clemente. Nel match di ritorno allo Stadio Franco Fanuzzi, il Brindisi si impone per 1-0, ma ciò basta ai vittoriesi per difendere il risultato dell'andata.
Al triplice fischio finale esplode la festa promozione dei numerosissimi e coloratissimi tifosi biancorossi presenti sugli spalti a Brindisi, circa un migliaio in tutto, arrivati dalla Sicilia per sostenere la squadra. In contemporanea anche gli altrettanto numerosi tifosi rimasti in città, invadono il Comunale, dove per l'occasione viene allestito un maxischermo per assistere alla partita di Brindisi, e al termine della gara, anche a Vittoria si scatena la festa che proseguirà per tutta la serata e la nottata.
La Serie C1 rappresentava in quel periodo ed è a tutt'oggi la categoria più alta mai raggiunta dai biancorossi in tutta la loro storia.

### L'avventura tra i professionisti e la nuova crisi
Nel 2004-2005, al debutto assoluto in Serie C1 ed inserita nel girone A, insieme a società dai trascorsi nobili tra Serie A e B quali Como, Cremonese, Mantova, Novara, Pisa, la squadra è artefice di un campionato non all'altezza delle aspettative dell'ambiente. Nonostante l'arrivo di giovani promesse quali Federico Piovaccari e Gaetano Vasari, di un rafforzamento societario di esperienza con Massimo Ienca a capo della gestione organizzativa e il cambio di alcuni tecnici, lo stesso Nevio Orlandi sarà sostituito con Francesco D'Arrigo, a sua volta esonerato e rimpiazzato dall'ex calciatore della Roma, Ubaldo Righetti, e di svariati calciatori, non si riesce a mantenere la categoria, e il Vittoria retrocede in Serie C2 dopo aver perso i play-out contro la Fidelis Andria, due doppi 1-1 in casa e in trasferta, per peggiore posizionamento nella stagione regolare (poi anch'essa retrocessa per problemi economici).
I problemi per il Vittoria, però, non sono ancora destinati a finire e proseguono anche l'anno dopo, condotto sulla falsariga della fallimentare annata precedente. Anche in questo campionato la società sembra avere le idee non molto chiare sul da farsi, anzi, per certi versi sembra averle ancora più confuse, optando per diversi e discutibili avvicendamenti in panchina come l'ingaggio, l'esonero, il reintegro e di nuovo l'interruzione della collaborazione per più volte, di ben tre allenatori differenti, che si alterneranno a fasi alterne tra di loro nell'arco dell'intero campionato, nell'estremo tentativo di salvare il calcio professionistico giunto non da molto in città.
La stagione parte, inizialmente, con Augusto Gentilini, succeduto dopo 20 giornate da Piero Lombardi, ma anch'egli è sollevato dall'incarico più volte per lo stesso Gentilini, prima, e per Riccardo Tumiatti, poi, che non avrà sorte migliore dei due predecessori; infine Lombardi è richiamato questa volta definitivamente per le ultime giornate, quando ormai la situazione è già compromessa.
Stessa sorte tocca all'intera rosa calcistica, stravolta totalmente tra il mercato estivo e quello invernale, con continui arrivi e partenze di decine di calciatori in tutti i ruoli, ma senza che si riesca a raggiungere i risultati prefissi.
A fine anno il Vittoria è ultimo ed è retrocesso di nuovo, dapprima in Serie D, ma poi non riuscendo nemmeno ad iscriversi a questo campionato, a causa della grave crisi finanziaria, durata per l'intera stagione, è costretto a ripartire dalla Seconda Categoria provinciale.
Le cause di questo doppio fallimento in Serie C, possono essere imputate a diversi fattori, specie le politiche sportive, amministrativo-economiche e programmatiche insufficienti al mantenimento della categoria, dovute ad una gestione societaria inadeguata e forse totalmente impreparata ed inesperta, per poter assicurare la sopravvivenza del calcio professionistico nella città di Vittoria.
Il Football Club Vittoria, dopo aver abbandonato i fasti recenti della Serie C, inizia la nuova avventura nella Seconda Categoria siciliana 2006-07 e dopo una sola stagione approda nel campionato di Prima categoria siciliana, dopo aver vinto i play-off. Nel 2007-08 si piazza secondo, ma è sconfitto nella finale play-off e sfiora la Promozione; tuttavia a fine annata fallisce, cambiando nome in "Associazione Sportiva Dilettantistica Fly Calcio Vittoria" e assetti societari.

### Anni recenti: Città di Vittoria 2007, Calcio Vittoria 2015 e Vittoria Stadium Akademy
Orfani del FC Vittoria, appena scomparso dai campionati maggiori, al termine della stagione 2006-07 la Polisportiva Comiso, militante in Serie D, decide di trasferirsi a Vittoria e fondendosi con la seconda squadra locale in attività, La Junior Vittoria, che gioca in Prima Categoria, assume la denominazione Associazione Calcio Dilettantistica Città di Vittoria. Il quadro dirigenziale e tecnico rimane immutato, con Franco Caruso al timone, già presidente del Comiso, che assume anche la presidenza del nuovo club e con Giuseppe Romano allenatore, anche lui proveniente dai verde-arancio.
Il debutto del nuovo Città di Vittoria avviene nel campionato di Serie D del 2007-08 e parte sotto i migliori auspici, con il presidente Caruso che costruisce una squadra da primato, ma in quella stagione va tutto storto, con la salvezza che arriva solamente a 2 giornate dal termine del campionato e con il presidente Caruso che, per motivi non molto chiari, abbandona la presidenza della prima squadra vittoriese dopo neanche un anno, che concluderà la stagione solo all'11º posto.
La stagione 2008-09 è un vero calvario per la formazione biancorossa e culmina in una retrocessione in Eccellenza, dopo aver disputato i play-out contro il Palazzolo.
Dal 2009 al 2015 la prima società calcistica vittoriese milita in Eccellenza, tentando, con non pochi affanni in tema di risultati sportivi, e tra diversi cambi di gestione e dirigenziali, di riconquistare la Serie D. 
Nella stagione 2014-15, dopo 6 campionati di permanenza in Eccellenza, arriva per la compagine biancorossa la retrocessione in Promozione, fatale la sconfitta per 2-0 ai play-out contro il Modica. 
Il sodalizio cittadino, fondato nel 2007, e minato da debiti sempre più gravosi, chiude la propria breve esistenza nell'estate 2015, quando arriva per esso la radiazione dagli organici del Comitato regionale siculo, a seguito del mancato versamento per l'iscrizione al campionato di Promozione.
Scomparsa la squadra maggiore, la nuova annata calcistica 2015-16 vedrà il passaggio di testimone ad una società minore, l'A.S.D. Calcio Vittoria, chiamata a rappresentare il calcio cittadino, nel girone G della Prima Categoria siciliana. 
Ripescata in Promozione 2016-2017, ottiene una tranquilla salvezza. L'anno successivo rinuncia al campionato di Promozione, chiudendo la sua avventura nel calcio nazionale.
Dalla stagione 2017-2018, alla nuova Associazione Polisportiva dilettantistica Vittoria Stadium Akademy, fondata nell'ottobre 2017 e, tramite la sua sezione calcistica, militante nel girone unico ragusano della Terza Categoria, è affidato il compito di tenere alti i colori biancorossi, all'interno dei quadri calcistici federali nazionali.
Unica consolazione per i tifosi, in questi ultimi tormentati anni, è la vittoria per la terza volta della Coppa Italia Dilettanti di Eccellenza regionale nella stagione 2010-11, che arriva battendo l'Alcamo per 3-2 ai tempi supplementari, nella finale di Licata e si aggiunge ai trofei già in bacheca del 1996 e 1997.

## Colori e simboli

### Denominazioni
- 1932 – 1934  Attila Sallustro Vittoria
- 1943-1944  Goliardico Vittoria
- 1944 – 1949  Circolo Sportivo Vittoria
- 1949 – 1965   Unione Sportiva Vittoria
- 1965 – 1971  Libertas Federici
- 1971 – 1993-1994  Club Calcio Vittoria
- 1993-1994  Associazione Sportiva Vittoria Colonna (poi diventato A.S. Vittoria)
- 1994 – 2003  Associazione Sportiva Vittoria
- 2003 – 2007-2008  Football Club Vittoria Srl
- 2007 – 2015  Associazione Calcio Dilettantistica Città di Vittoria
- 2015 – 2017  Associazione Sportiva Dilettantistica Calcio Vittoria
- 2017 – 2018  Associazione Polisportiva dilettantistica Vittoria Stadium Akademy
- 2018 – 2019  Associazione Sportiva Dilettantistica Città di Vittoria
- 2020 - 2022  Associazione Sportiva Dilettantistica Calcio Club Vittoria 2020
- dal 2022  Associazione Sportiva Dilettantistica Football Club Vittoria

## Strutture

### Stadio
Il Vittoria Calcio disputa le sue partite casalinghe allo stadio "Comunale" di Vittoria, dal 2014 intitolato allo storico presidente dei primi anni d'oro dei biancorossi nel calcio più prestigioso, Giambattista Cosimo, noto a tutti col nome di "Gianni". L'impianto è sito in Via Cavalieri di Vittorio Veneto 76, ed ha avuto, in passato, una capienza di 2500 posti con terreno di gioco in terra battuta, quando la squadra militava nelle categorie minori; successivamente è stato riconvertito con manto erboso. Nel 2004 la capienza della struttura è stata incrementata a circa 5000 posti a sedere, grazie alla costruzione della nuova tribuna "Turi Monti" posta di fronte a quella centrale, già esistente, ed all'ingrandimento della curva "Turi Ottone". L'ampliamento, insieme ad una ristrutturazione generale dell'impianto, furono ritenuti necessari dopo la promozione della squadra in Serie C1.

## Allenatori e presidenti
| Allenatori - 1971 - 73 Marangoni - 2007-2008 Giuseppe Romano - 2008 Giuseppe Carbonaro; Piero Lombardi - 2009 Piero Lombardi; Loreno Cassia - 2009-2010 Loreno Cassia - 2010 Giuseppe Dima Ruggiano; Giovanni Campanella - 2011 Giovanni Campanella - 2011 Gaetano Lucenti; Ezio Raciti - 2012 Ezio Raciti; Giovanni Campanella - 2012-2013 Giovanni Campanella - 2013 Orazio Pidatella; Lorenzo Alacqua; Giovanni Campanella - 2014 Giovanni Campanella - 2015 Giovanni Campanella; Giovanni De Leo; Seby Catania - 2015-2017 Michele Guzzardi - 2017- Giandomenico Rapisarda - 2018 - Giuseppe Papa - 2020 - Giuseppe Fernandez - 2020 - 2022 Dario Costantino - 2022 - Alessio Catania - 2022 - Dario Costantino - 2022 - Alessio Catania - 2023 - in carica Danilo Rufini | Presidenti - 1971 -1973 Calogero Termini - 2007-2008 Franco Caruso - 2008-2009 Giovanni Pinnolo - 2009-2010 Salvatore Floridoro e Angelo Licitra (in coabitazione) - 2010-2011 Carmelo Vindigni - 2011 Luigi Ferro; Salvatore Barravecchia; Pietro Cammalleri; Marcello Mascara - 2012 Marcello Mascara; Gino Vella; Salvatore Barravecchia; Giovanni Manoforte - 2012-2013 Giovanni Manoforte - 2013 Giovanni Manoforte; Salvatore Barravecchia - 2014 Salvatore Barravecchia - 2015-2017 Alessio Clemenza - 2017 - 2018 Paolo Fuggetta - 2020 - 2022 Michele Bertone - 2022 - In carica Toti Miccoli |

## Palmarès

### Competizioni interregionali
- Serie D: 1

1977-1978 (girone I)

### Competizioni regionali
- Eccellenza: 2

1991-1992 (girone A), 1996-1997 (girone B)
- Promozione: 3

1973-1974 (girone B), 1993-1994 (girone C), 2023-2024 (girone D)
- Seconda Categoria: 1

1967-1968
- Campionato Dilettanti: 1

1958-1959
- Prima Divisione: 2

1947-1948 (girone B), 1953-1954
- Coppa Italia Dilettanti Sicilia: 3  (record a pari merito con l'Alcamo)

1995-1996, 1996-1997, 2010-2011

### Altri piazzamenti
- Serie C2:

terzo posto: 2003-2004 (girone C)
- Serie D:

secondo posto: 1976-1977 (girone I)
terzo posto: 1974-1975 (girone I)
- Eccellenza:

secondo posto: 1995-1996 (girone B), 2012-2013 (girone B)
terzo posto: 1994-1995 (girone B), 2009-2010 (girone B)
- Promozione:

secondo posto: 1987-1988 (girone B)
terzo posto: 1955-1956, 1972-1973 (girone B)
- Prima Categoria:

secondo posto: 2015-2016 (girone G)
- Terza Categoria:

secondo posto: 1965-1966
- Seconda Categoria:

terzo posto: 2006-2007
- Seconda Divisione:

secondo posto: 1950-1951
- Coppa Italia Serie D:

Semifinalista: 2007-2008

## Statistiche e record

### Partecipazione ai campionati
| Livello | Categoria                       | Partecipazioni | Debutto   | Ultima stagione | Totale |
| ------- | ------------------------------- | -------------- | --------- | --------------- | ------ |
| 3º      | Serie C1                        | 1              | 2004-2005 | 2004-2005       | 1      |
| 4º      | Promozione                      | 1              | 1948-1949 | 1948-1949       | 9      |
| 4º      | Serie D                         | 4              | 1974-1975 | 1977-1978       | 9      |
| 4º      | Serie C2                        | 4              | 1978-1979 | 2005-2006       | 9      |
| 5º      | Campionato Interregionale       | 2              | 1981-1982 | 1988-1989       | 12     |
| 5º      | Campionato Nazionale Dilettanti | 3              | 1992-1993 | 1998-1999       | 12     |
| 5º      | Serie D                         | 7              | 1980-1981 | 2008-2009       | 12     |

#### Campionati regionali
| Livello | Categoria             | Partecipazioni | Debutto   | Ultima stagione | Totale |
| ------- | --------------------- | -------------- | --------- | --------------- | ------ |
| I       | Prima Divisione       | 3              | 1946-1947 | 1951-1952       | 38     |
| I       | Prima Categoria       | 7              | 1959-1960 | 1969-1970       | 38     |
| I       | Promozione            | 15             | 1954-1955 | 1990-1991       | 38     |
| I       | Campionato Dilettanti | 2              | 1957-1958 | 1958-1959       | 38     |
| I       | Eccellenza            | 11             | 1991-1992 | 2024-2025       | 38     |
| II      | Seconda Divisione     | 2              | 1949-1950 | 1950-1951       | 13     |
| II      | Prima Divisione       | 2              | 1952-1953 | 1953-1954       | 13     |
| II      | Seconda Categoria     | 3              | 1964-1965 | 1967-1968       | 13     |
| II      | Promozione            | 6              | 1993-1994 | 2023-2024       | 13     |
| III     | Terza Categoria       | 1              | 1965-1966 | 1965-1966       | 1      |
| III     | Prima Categoria       | 1              | 2015-2016 | 2015-2016       | 1      |
| IV      | Seconda Categoria     | 1              | 2006-2007 | 2006-2007       | 1      |
| V       | Terza Categoria       | 2              | 2017-2018 | 2018-2019       | 2      |

### In 72 stagioni sportive a partire dalla stagione 1946 - 1947

#### Campionati nazionali
22 campionati nazionali disputati
- 5 di Categoria C: 1 in Serie C1, 4 in Serie C2;
- 17 di Categoria D: 1 in Promozione Interregionale, 5 in Serie D (LNSP), 2 nel Campionato Interregionale, 4 nel Campionato Nazionale Dilettanti, 5 in Serie D (LND).

#### Campionati regionali
50 campionati regionali disputati
- 37 di Categoria E (primo livello regionale): 3 in Prima Divisione Sicilia, 7 in Prima Categoria, 15 in Promozione siciliana, 2 nel Campionato Dilettanti, 10 in Eccellenza Sicilia.
- 9 di secondo livello regionale: 2 in Seconda Divisione siciliana, 2 in Prima Divisione Sicilia, 3 in Seconda Categoria, 2 in Promozione siciliana.
- 2 di terzo livello regionale: in Prima Categoria e Terza Categoria.
- 1 di quarto livello regionale: in Seconda Categoria.
- 1 di quinto livello regionale: in Terza Categoria.

## Tifoseria
Il tifo biancorosso era già presente alla fine degli anni settanta nei due campionati di Serie C giocati dal Vittoria. Nel 1984 si ebbe la nascita del Commando Ultrà che guiderà il tifo vittoriese fino al 1990, anno in cui si scioglierà; l'anno seguente nasceranno le brigate biancorosse 91, mentre nel 1993 è la volta degli Ultras Vittoria. Gli anni novanta coincidono con il miglior periodo degli Ultras Vittoria, numerosi a Bagheria per uno spareggio valido per il primo posto contro la U.S. Peloro Messina, società che nella prima metà degli anni 2000 calcherà i campi di Serie A. Dal 1997-1998 i gruppi organizzati vittoriesi disputano sei anni consecutivi di Serie D, medie spettatori intorno alle 1000 unità a partita. Nella sfida al Ragusa c'erano un migliaio di vittoriesi. Nel 2003-2004 gli ultras si ritrovano in Serie C2 e la media spettatori stagionale sarà di circa 1665 unità; il Vittoria riuscirà a centrare la promozione in Serie C1 dopo un doppio spareggio contro Andria e Brindisi, con tantissimi vittoriesi, circa un migliaio, anche tifosi non organizzati, a Brindisi per la finale promozione di ritorno. Quando il Vittoria verrà inserito nel girone nord della Serie C1, la tifoseria risponde con pochi spettatori in casa, pochi abbonamenti e trasferte non organizzate al meglio. Dopo il fallimento della società, per un anno gli ultras resteranno solo col calcio delle due squadre minori della città e militanti una in Prima Categoria (la Junior Vittoria) ed un'altra in Seconda Categoria (il Target), insieme al neo arrivato dalla Serie C2, FC Vittoria.
Nel 2007-2008 i gruppi organizzati si ritrovano ad affrontare di nuovo il campionato di Serie D con il nuovo A.C.D Città di Vittoria 2007. L'avventura è di breve durata e dopo due stagioni squadra e tifosi perderanno la categoria, dopo la retrocessione della società biancorossa in Eccellenza nel 2009.
Gli "Ultras Vittoria 1993" prendono posto nella curva "Turi Ottone" del "Comunale". Altri gruppi o sigle del passato sono Gioventù Biancorossa, Bad Boys, Kaotici, Teste Matte, Prima Linea, Vecchie Brigate.

### Gemellaggi, amicizie e rivalità
Tifoserie Gemellate
- Igea Virtus

Tifoserie Rivali
- Ragusa
- Paternò
- Gela
- Siracusa
- Milazzo
- Messina Football Club (1900)
- Avola

Tifoserie Amiche/reciproco rispetto
- Modica
- Città di Acireale 1946